# Districtele Iordaniei
Format:Politica Iordaniei

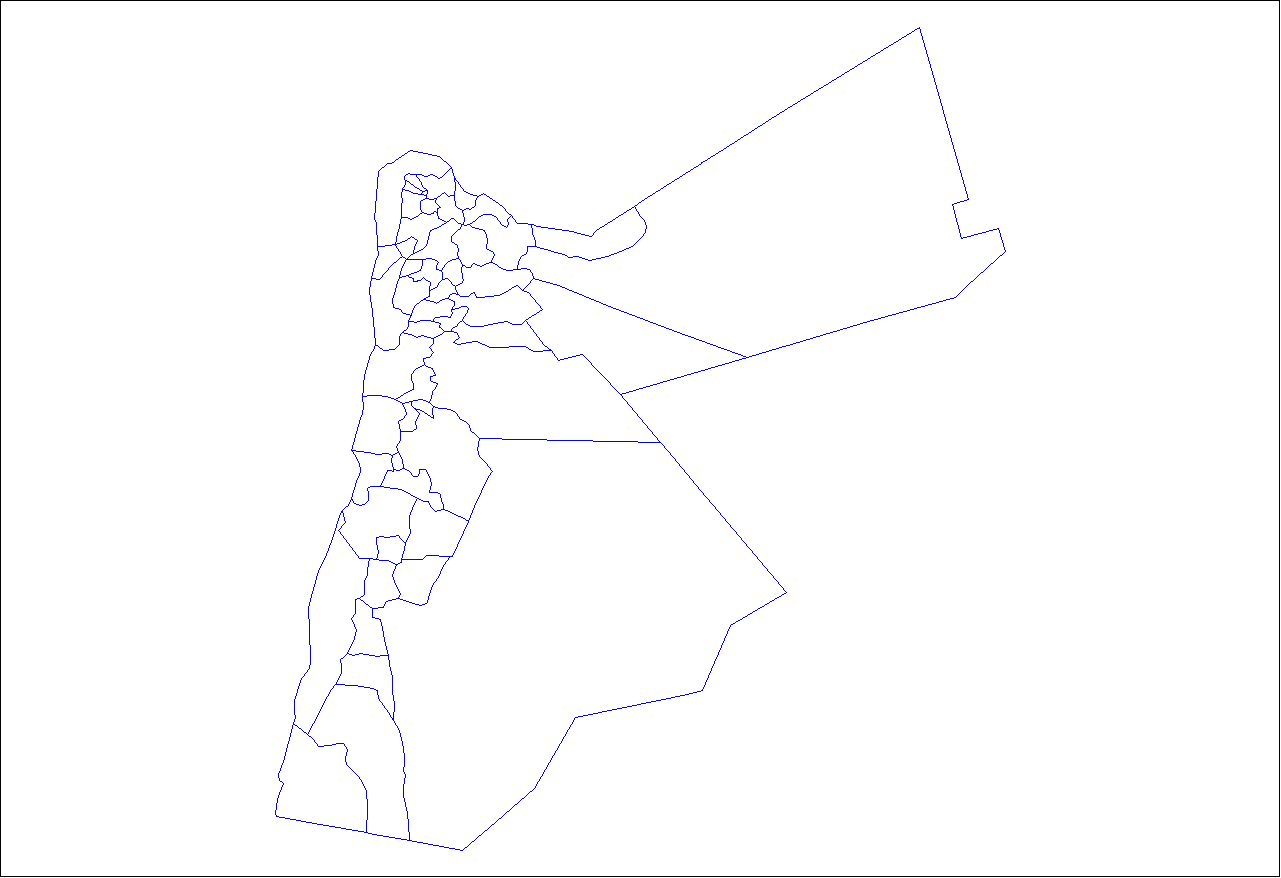
Districtele Iordaniei

Districtele „Liwaa” (în arabă لواء, plural Alwiya ألوية) sunt centrele administrative ("orașele-șef") din Iordania.
 Cele douăsprezece guvernorate ale Iordaniei conțin cincizeci și două de alwiya care sunt enumerate mai jos de guvernorat. În multe cazuri, numele orașului-șef este același cu numele districtului ("liwa) sau al subdistrictului (qda) administrat.

## Iordania Centrală

### Guvernoratul Amman

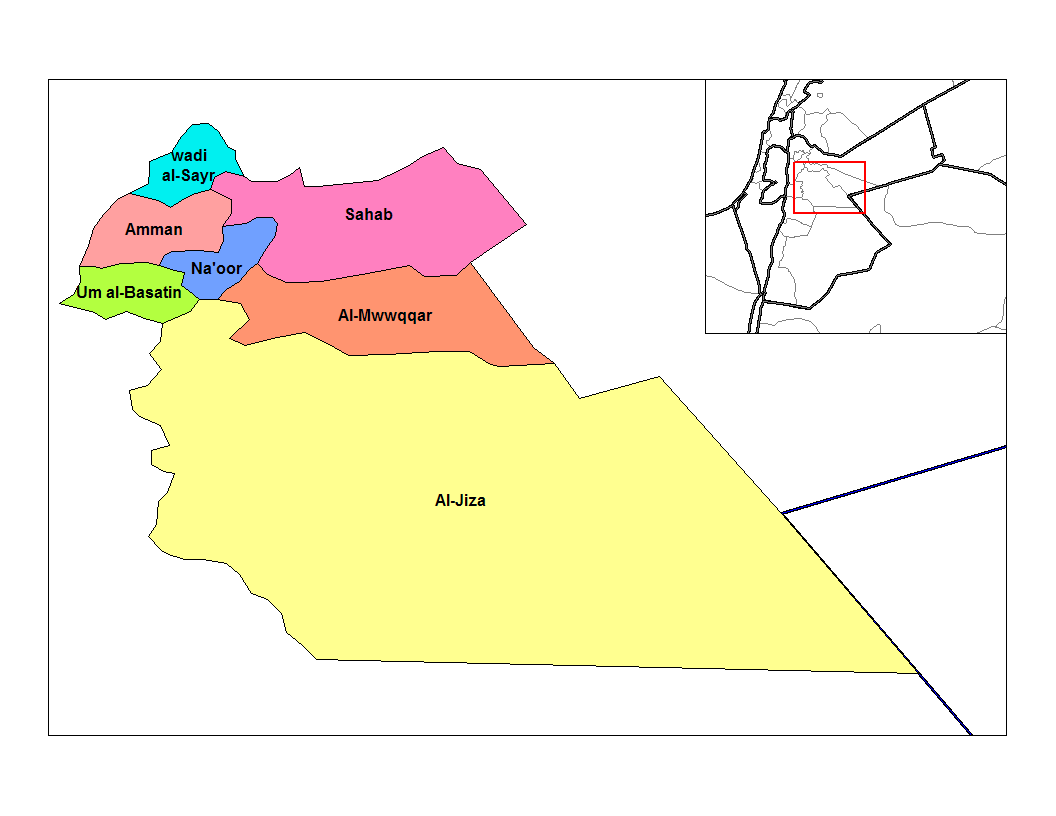
Districtele Guvernoratului Amman

- Amman
- Al-Jiza
- Al-Muwwaqqar
- Na'oor
- Al-Quesmah
- Sahab
- Um al-Basatin
- Wadi al-Sayr

### Guvernoratul Balqa

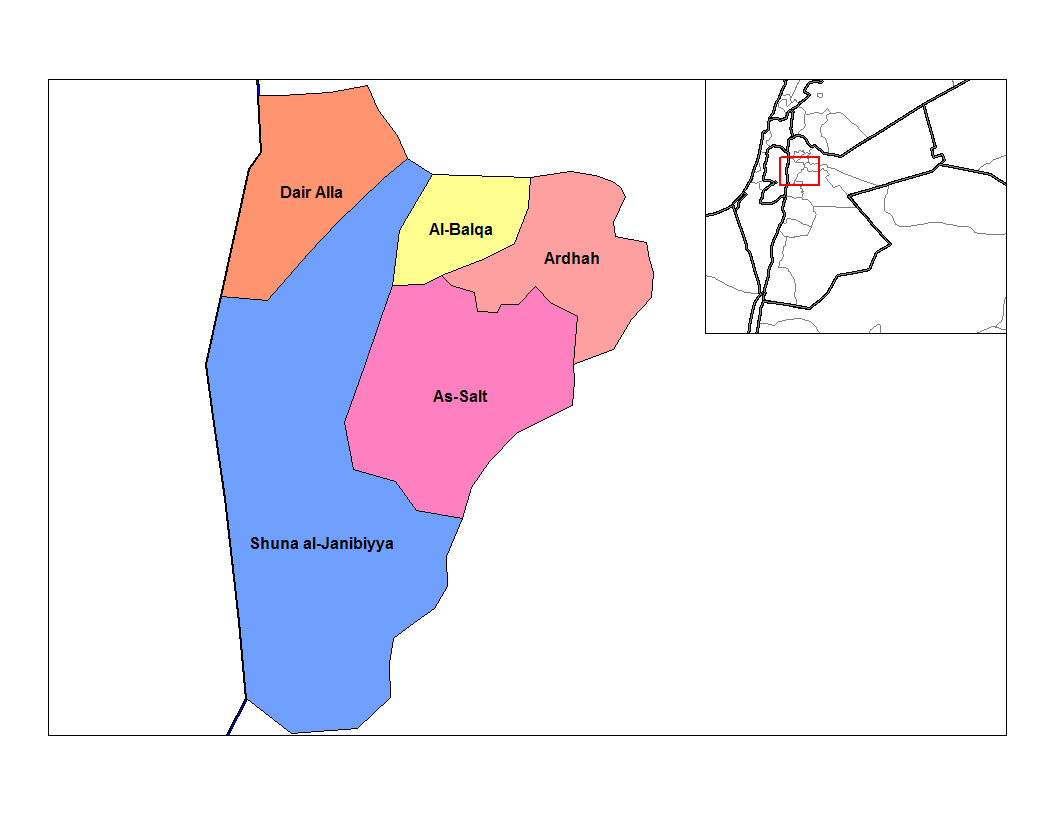
Districtele din Balqa

- Al-Balqa
- Ardhah
- As-Salt
- Dair Alla
- Shuna al-Janubiyya

### Guvernoratul Madaba

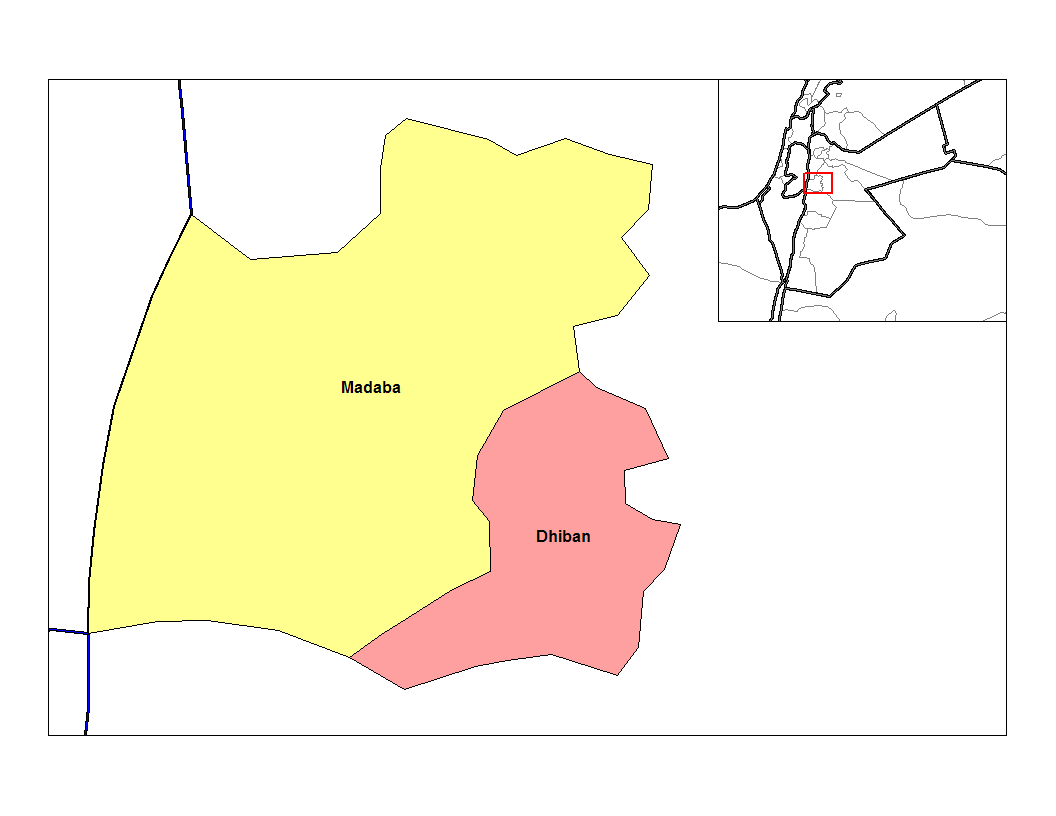
Districtele din Madaba

- Dhiban
- Madaba

### Guvernoratul Zarqa

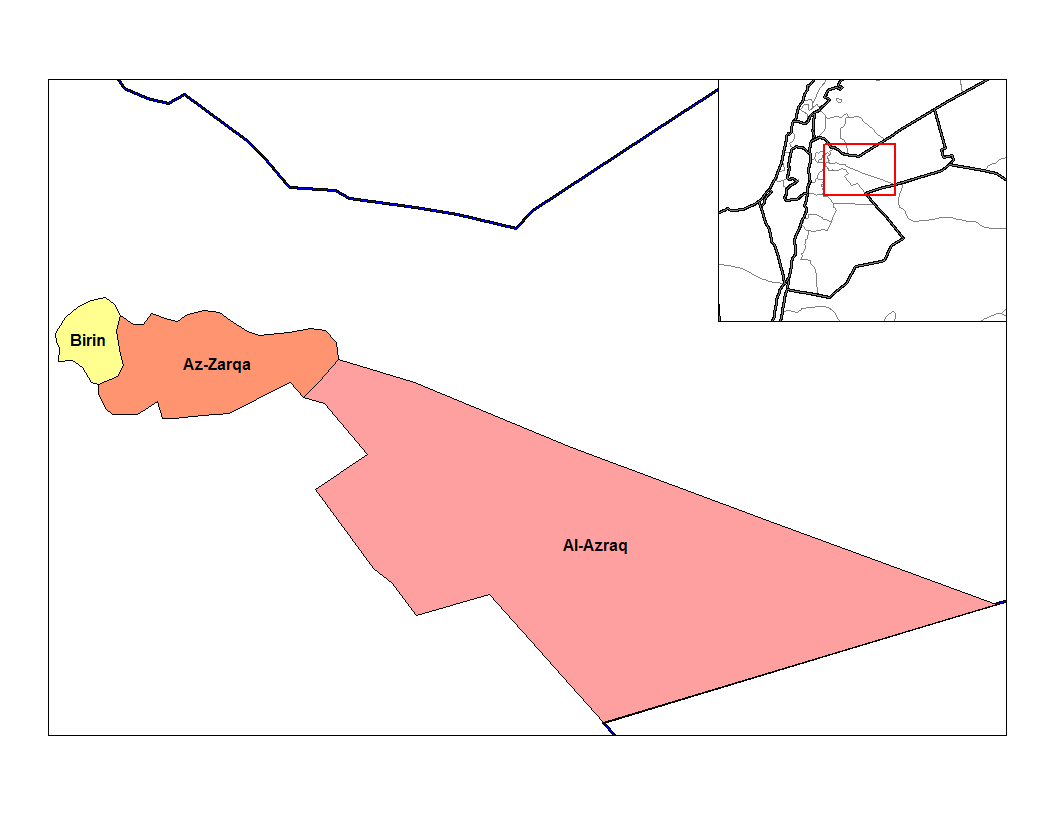
Districtele din Zarqa

- Al-Azraq
- Az-Zarqa
- Birin

## Iordania de Nord

### Guvernoratul Ajlun

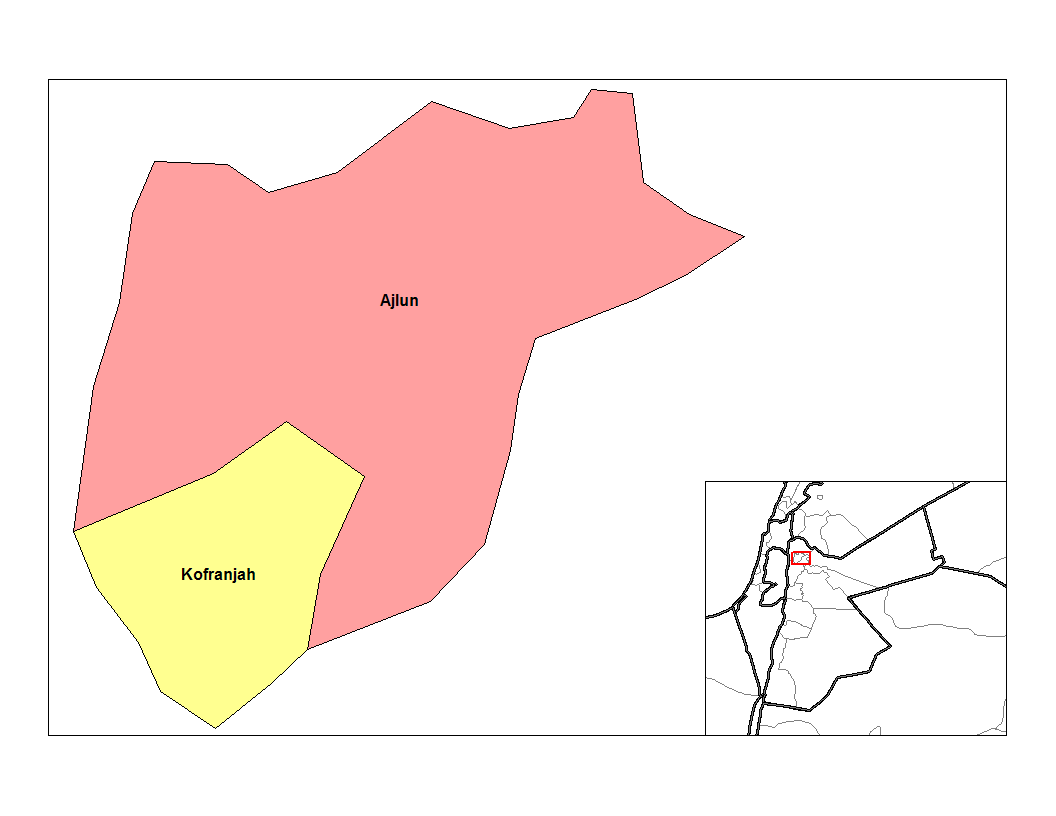
Districtele din Ajlun

- Ajlun
- Kofranjah

### Guvernoratul Irbid

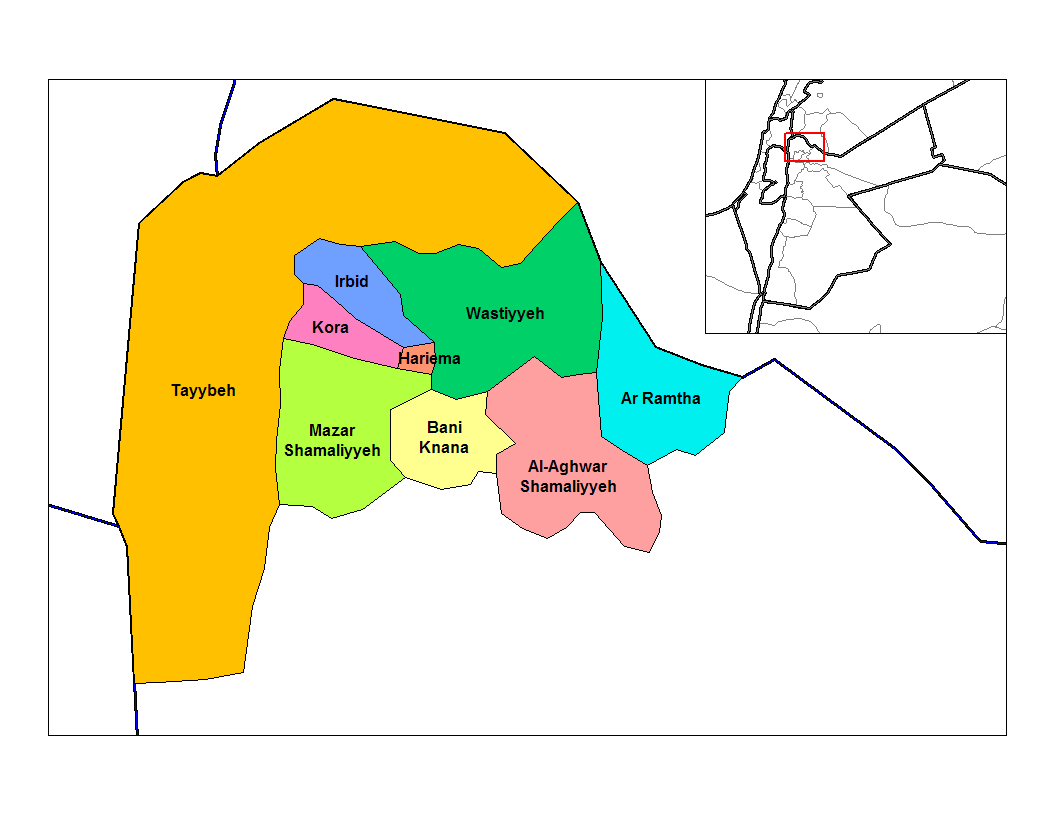
Districtele din Irbid

- Al-Aghwar Shamaliyyeh
- Ar Ramtha
- Bani Knana
- Hariema
- Irbid
- Kora
- Mazar Shamaliyyeh
- Tayybeh
- Wastiyyeh

### Guvernoratul Jerash

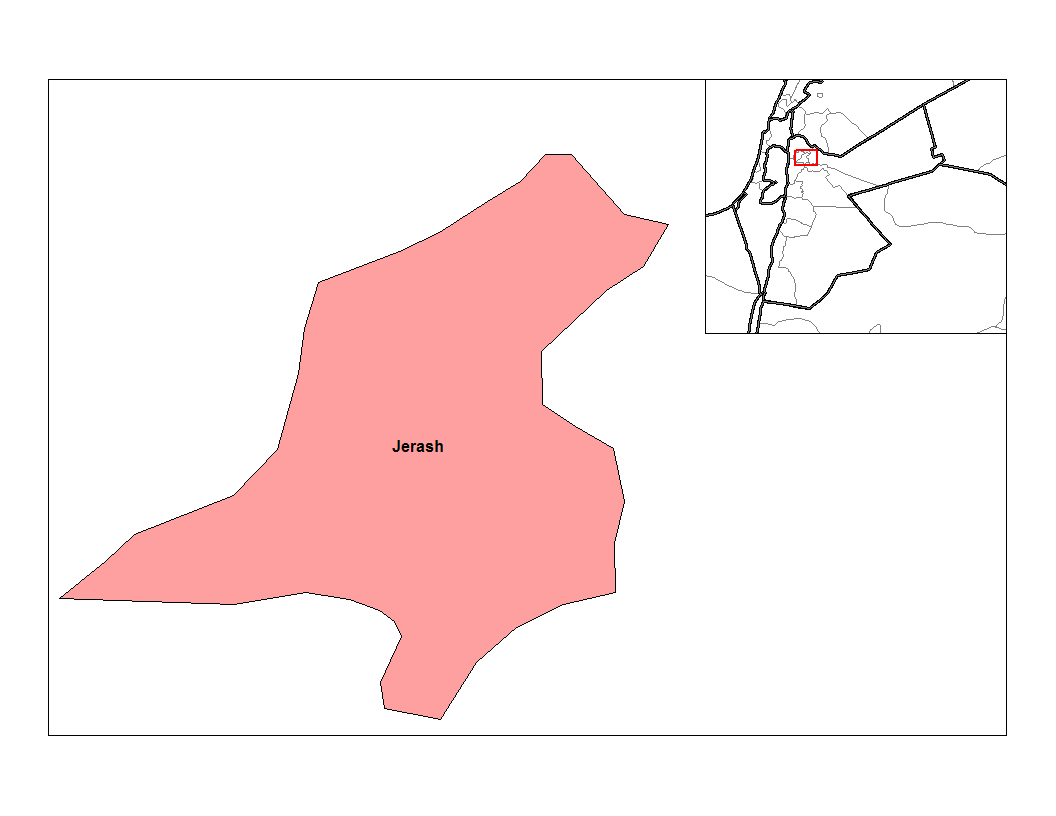
Nahia de Jerash

- Jerash

### Guvernoratul Mafraq

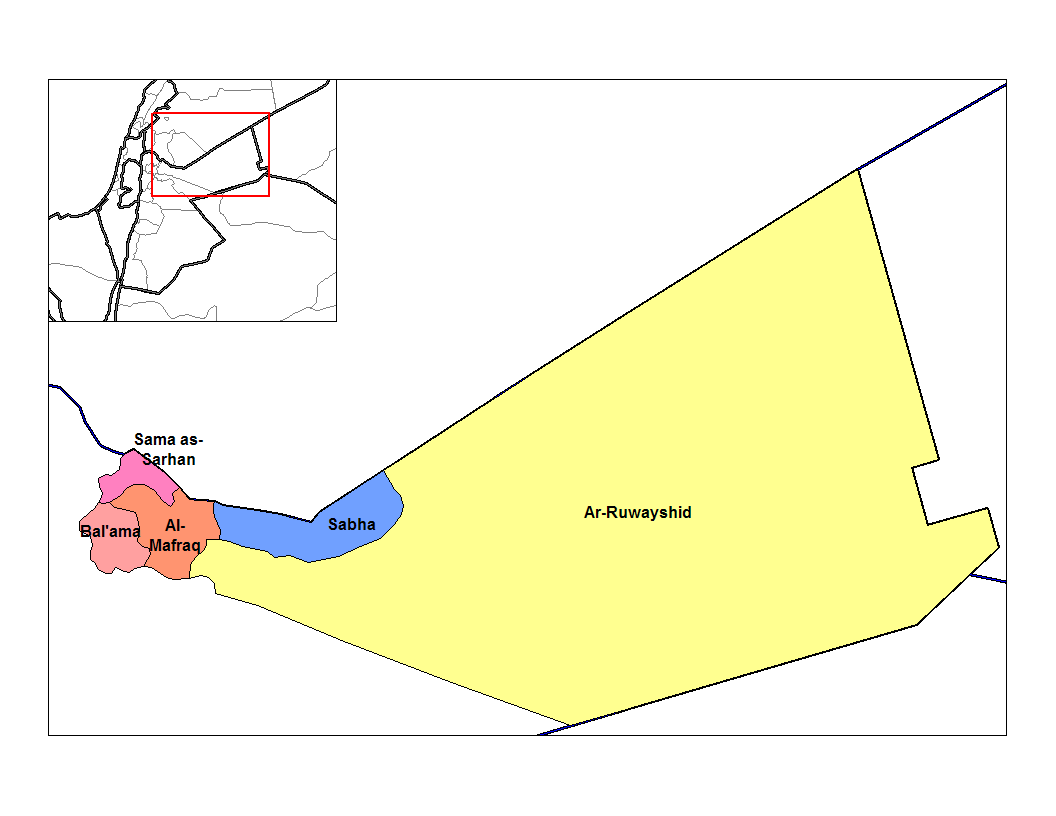
Districtele din Mafraq

- Al-Mafraq
- Ar-Ruwayshid
- Bal'ama
- Sabha
- Sama as-Sarhan

## Iordania de Sud

### Guvernoratul Aqaba

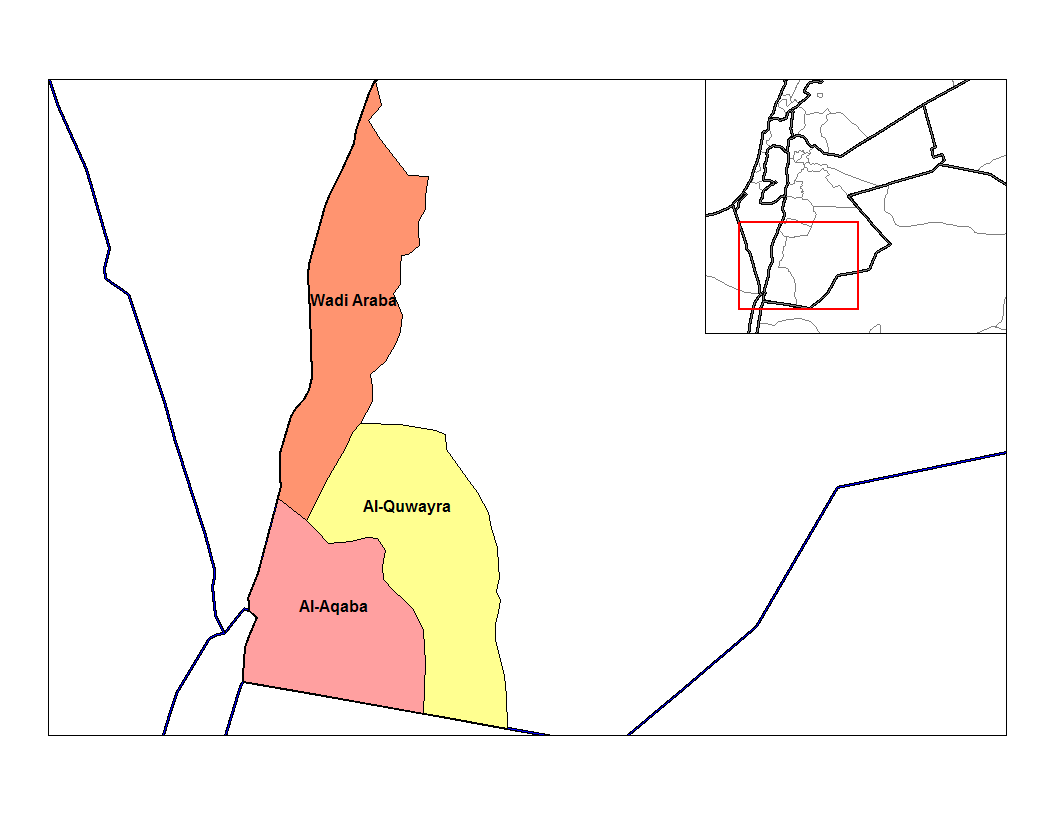
Districts of Aqaba

- Al-Aqaba
- Al-Quwayra
- Wadi Araba

### Guvernoratul Karak

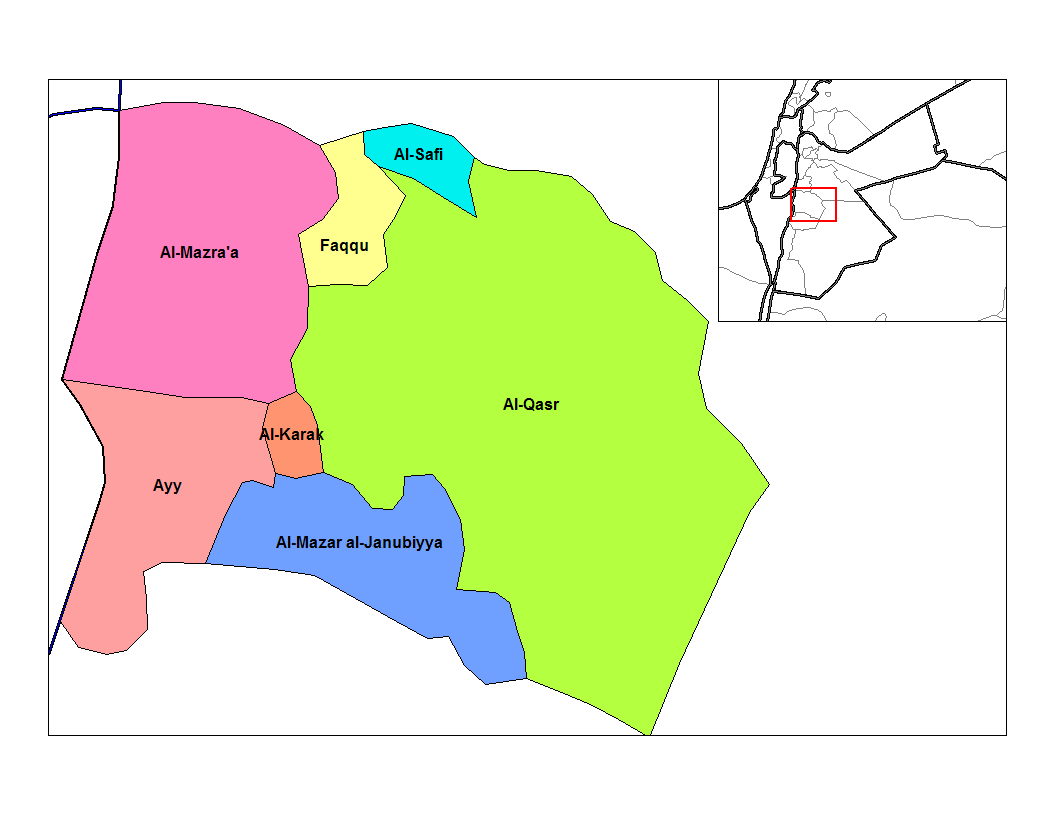
Districts of Karak

- Ayy
- Faqqu
- Al-Karak
- Al-Mazar al-Janubiyya
- Al-Mazra'a
- Al-Qasr
- Al-Safi

### Guvernoratul Ma'an

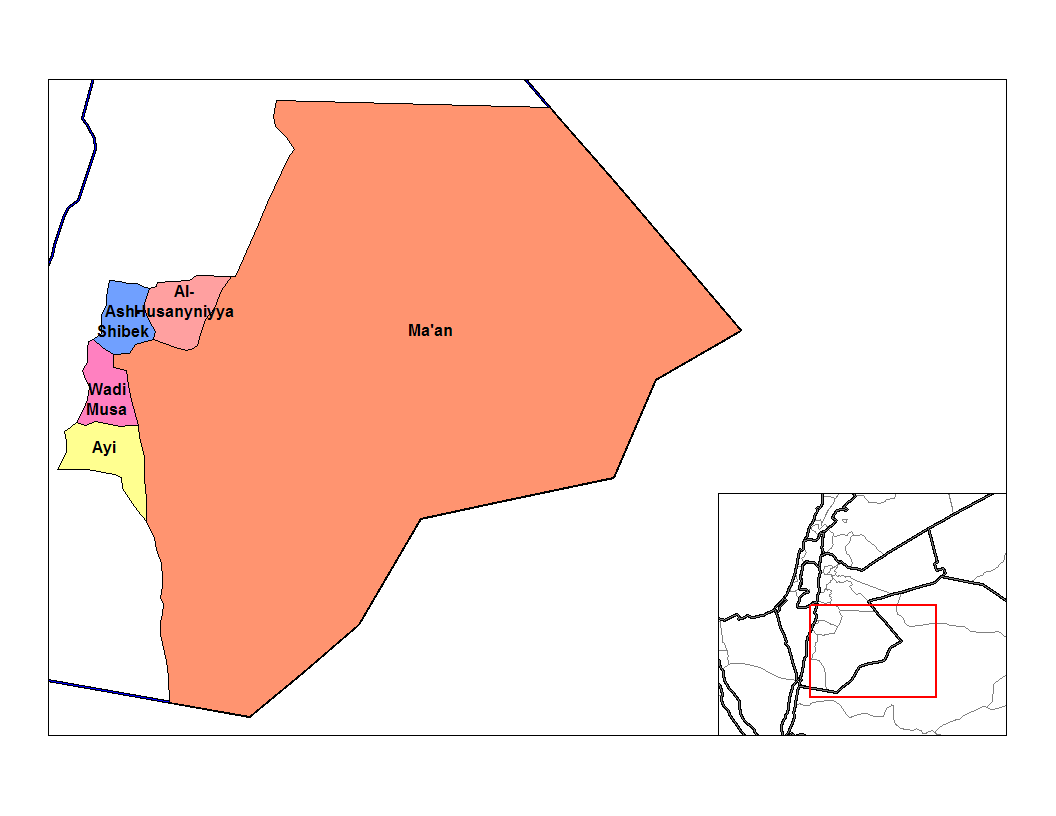
Districts of Ma'an

- Al-Husanyniyya
- Ash-Shibek
- Ayi
- Ma'an
- Wadi Musa

### Guvernoratul Tafilah

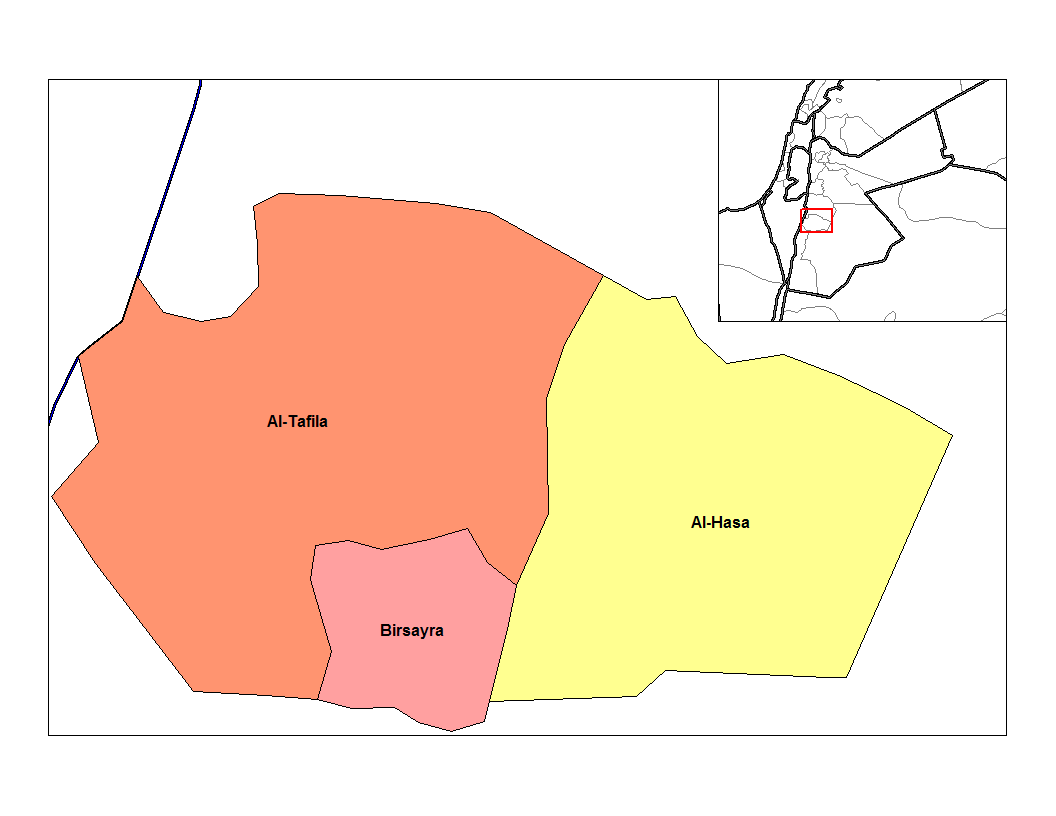
Districts of Tafilah

- Al-Hasa
- Al-Tafila
- Birsayra